# Ōshima (Ehime)
Ōshima (japanisch 大島, „große Insel“) ist eine Insel in der japanischen Seto-Inlandsee. Sie liegt innerhalb des Verwaltungsgebiets der Stadt Imabari in der Präfektur Ehime.

## Geschichte
Seit Mitte des 14. Jahrhunderts waren die Murakami Kaizoku (村上海賊) in der Seto-Inlandsee aktiv.

## Geographie
Ōshima ist Teil der Ochi-Inseln innerhalb der Geiyo-Inseln. Die Insel hat eine Fläche von 41,89 km² bei einem Umfang von 49,9 km. Die höchste Erhebung liegt auf 381,6 m.
Die Bevölkerung betrug 5374 Einwohner im Jahr 2020. Damit war sie deutlich rückläufig gegenüber einer Einwohnerzahl von 9024 im Jahr 1995.
| Jahr          | 1995 | 2000 | 2005 | 2010 | 2015 | 2020 |
| ------------- | ---- | ---- | ---- | ---- | ---- | ---- |
| Einwohnerzahl | 9024 | 8372 | 7758 | 7097 | 6054 | 5374 |

## Kultur und Sehenswürdigkeiten
Auf der Nordseite der Insel liegt das im Oktober 2004 eröffnete Murakami Kaizoku Museum (村上海賊ミュージアム). Auf dem Karei-san (カレイ山) befindet sich eine Aussichtsplattform auf 232 m mit Blick auf die Hakatajima-Ōshima-Brücke im Norden und die Insel Noshima (能島) in der Meerenge in der starke Strömungen herrschen und sichtbar sind. Ein weiterer Aussichtspunkt befindet sich im Hirakiyama-Park (開山公園). Dort blühen Azaleen und im Frühjahr tausende Kirschen. Der Park verfügt auch über Spielgeräte wie eine 36-Meter-Rutsche und ein Klettergerüst.
Im Süden der Insel liegt der Kirōsan-Tenbō-Park (亀老山展望公園).
Entlang der Küste an der Südspitze führt zudem ein 1,8 km langer Wanderweg. Der Nakoma-Badestrand (名駒海水浴場) liegt an der Südspitze von Ōshima und der Nagahama-Badestrand (長浜海水浴場) im Südwesten der Insel am Fuß der Kurushima-Brücke.

## Verkehr

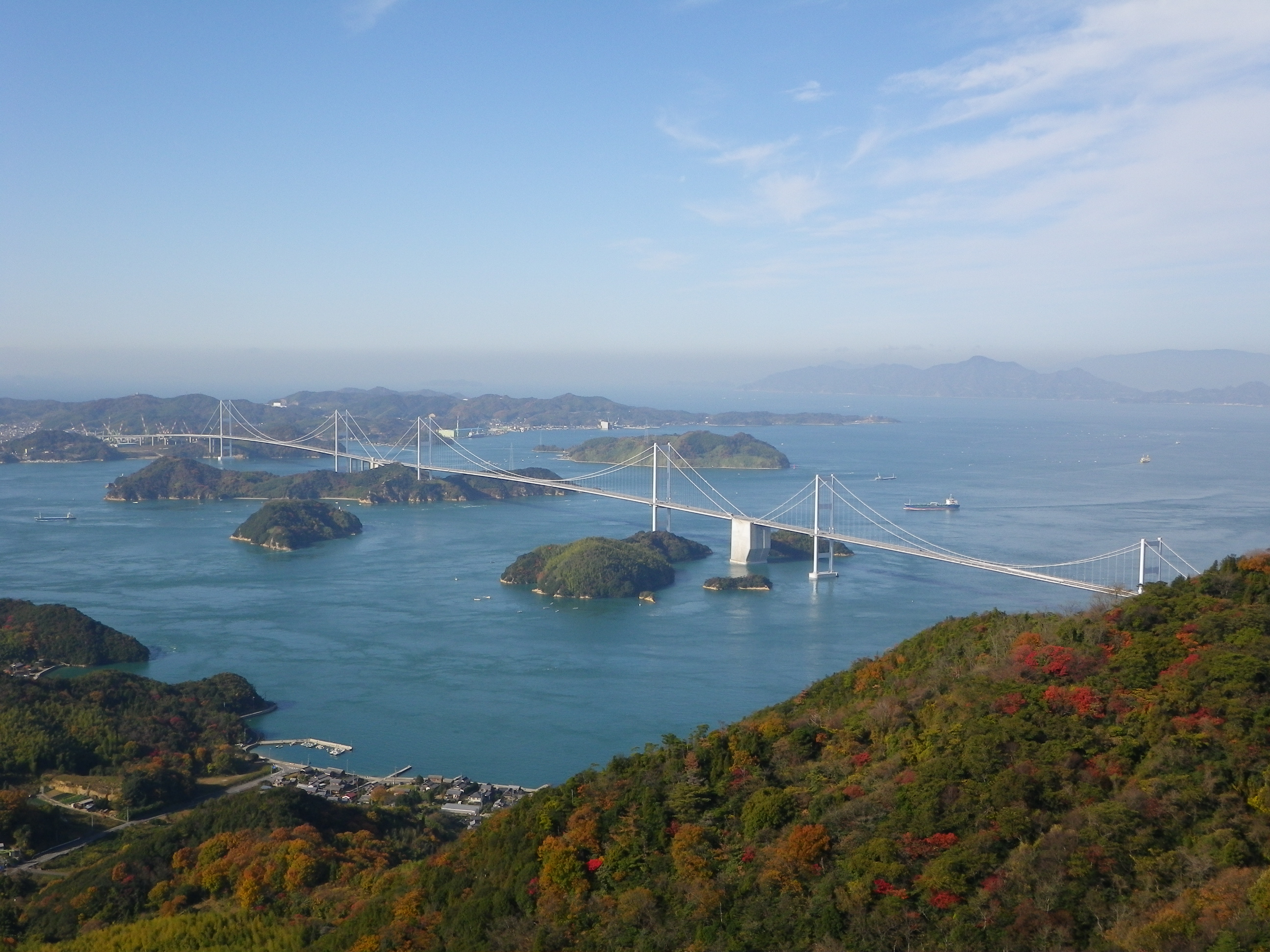
Blick vom Kiro-san auf die Kurushima-Kaikyō-Brücken

Rund um die Insel Ōshima verläuft die Präfekturstraße 49 bzw. 337 auf der Ostseite. Durch das Inselzentrum verläuft dagegen die Nationalstraße 317. Ōshima liegt zudem an der Shimanami-Autobahn. Diese verbindet die Stadt Imabari auf Shikoku mit Onomichi auf Honshū über die Inseln Ōshima, Hakata-jima, Ōmishima, Ikuchi-jima, Innoshima und Mukaishima. Von Ōshima aus nach Hakata-jima im Norden führt die Hakatajima-Ōshima-Brücke und nach Imabari im Süden die Kurushima-Kaikyō-Brücken. Über diese führt neben der Autobahn auch der Shimanami-Kaidō-Radweg, der wegen der Aussicht über die Inseln der Seto-Inlandsee beliebt ist. Darüber hinaus gibt es Fährverbindungen nach Imabari und zu den nordöstlich gelegenen Inseln.